# Alfonso Romero Holmes
 (février 2023).
Si vous disposez d'ouvrages ou d'articles de référence ou si vous connaissez des sites web de qualité traitant du thème abordé ici, merci de compléter l'article en donnant les références utiles à sa vérifiabilité et en les liant à la section « Notes et références ».
Alfonso Romero Holmes est un joueur d'échecs espagnol né le 28 mai 1965 à Barcelone, grand maître international depuis 1995.

## Biographie
En 1983, il termine vice-champion au championnat d'échecs de Catalogne et en 1984, il remporte le championnat espagnol des jeunes. En 1985, il est vice-champion d'Europe junior à Groningen, grâce auquel il obtient le titre de Maître international. En 1987, il remporte le championnat d'échecs d'Espagne en battant le maître international Juan Carlos Gil Reguera. En 1995, il obtient le titre de Grand Maître International d'échecs.
Il participe avec l'Espagne à cinq Olympiades d'échecs. Il participe également au Championnat d'Europe d'échecs des nations à Plovdiv en 2003, en tant que quatrième échiquier, terminant septième par équipes.
En France, il joue le Championnat de France d'échecs des clubs en 2005 et 2006 pour Échiquier des Papes Avignon.
En Italie, il remporte avec l'équipe de Obiettivo Risarcimento Padova le Championnat d'Italie d'échecs des clubs.
Alfonso Romero a un style de jeu direct et agressif. Avec les blancs, il préfère le jeu ouvert, jouant principalement l' ouverture espagnole et avec les noirs, il joue la défense sicilienne et la défense indienne du roi .

## Publications
- Linares 98, La Casa del Ajedrez,  (ISBN 84-923612-0-4), 1998.
- Técnica creativa en el medio juego, La Casa del Ajedrez,  (ISBN 84-923612-3-9), 2000.
- Problemas de estrategia (aperturas cerradas), Chessy,  (ISBN 84-934104-5-4), 2005, avec Amador González de la Nava.
- Estrategia creativa en el medio juego, Chessy,  (ISBN 978-84-609-0989-7).
- Alfonso Romero Holmes & Oscar de Prado, The Agile London System, New in Chess, 2016